# Leśniki (przystanek kolejowy na Litwie)
Leśniki (lit. Miškiniai, ros. Мишкиняй) – przystanek kolejowy w miejscowości Leśniki, w okręgu wileńskim, w rejonie trockim, na Litwie. Leży na linii dawnej Kolei Warszawsko-Petersburskiej.
Przystanek istniał przed II wojną światową.